# Яні Раухала
Яні Раухала (фін. Jani Rauhala; 10 квітня 1978) — фінський боксер, призер чемпіонату Європи серед аматорів.

## Аматорська кар'єра
- На чемпіонаті світу 1997 в категорії до 71 кг Яні Раухала програв у першому бою Серхіо Мартінесу (Аргентина).
- На чемпіонаті Європи 1998 програв у першому бою Роберту Гортату (Польща).
- На чемпіонаті світу 1999 програв у першому бою Ділщоду Ярбекову (Узбекистан).
- На чемпіонаті Європи 2000 переміг у першому бою Сергія Костенко (Україна), а у другому програв Дмитру Усагіну (Росія).
- На чемпіонаті світу 2001 в категорії до 75 кг переміг у першому бою Клейтона Консейсау (Бразилія), а у другому програв Ладиславу Кубілу (Чехія).
- На чемпіонаті Європи 2002 завоював бронзову медаль.
  - У 1/8 фіналу переміг Арніса Рітеніекса (Латвія) — 21-15
  - У чвертьфіналі переміг Петра Вільчевського (Польща) — 22-12
  - У півфіналі програв Олегу Машкіну (Україна) — 14-29
- На чемпіонаті світу 2003 програв у другому бою.
- На кваліфікаційному чемпіонаті Європи 2004 в категорії до 81 кг переміг Алі Ісмаїлова (Азербайджан), а у другому бою програв Магомеду Аріпгаджиєву (Білорусь).